# Ocrisiona yakatunyae
Ocrisiona yakatunyae is een spinnensoort in de taxonomische indeling van de springspinnen (Salticidae).
Het dier behoort tot het geslacht Ocrisiona. De wetenschappelijke naam van de soort werd voor het eerst geldig gepubliceerd in 1990 door Marek Żabka.